# Agelasta marionae
Agelasta marionae es una especie de escarabajo longicornio del género Agelasta, categorizada en la tribu Mesosini, de la subfamilia Lamiinae. Fue descrita por Hüdepohl en 1985.

## Descripción
Mide 17,5-19 mm de longitud.

## Distribución
Se distribuye por Filipinas.